# Łukasz Jóźwiak
Łukasz Jóźwiak (ur. 1985) – polski łyżwiarz figurowy startujący w parach tanecznych z Pauliną Urban, tancerz.
Po zakończeniu kariery łyżwiarskiej uprawiał taniec nowoczesny i sportowy. W 2002 roku zajął trzecie miejsce w kategorii „modern jazz” na mistrzostwach Polski w tańcu.
W latach 2007–2008 występował w charakterze trenera tańca i w trzech edycjach programu Gwiazdy tańczą na lodzie, partnerował: Ewie Sonnet, Weronice Książkiewicz i Agnieszce Włodarczyk.

## Osiągnięcia
Z Pauliną Urban
| JGP w Polsce   |    | 17 |
| JGP w Słowenii | 14 |    |